# Dendronephthya erinacea
Dendronephthya erinacea är en korallart som beskrevs av Kükenthal 1905. Dendronephthya erinacea ingår i släktet Dendronephthya och familjen Nephtheidae. Inga underarter finns listade i Catalogue of Life.